# بيرني سميث
بيرني سميث (بالإنجليزية: Bernie Smith)‏ هو لاعب كرة قاعدة أمريكي، ولد في 4 سبتمبر 1941 في بونتشاتولا في الولايات المتحدة.